# Етиопски календар
Етиопският календар е основният календар, който се използва в Етиопия.
Създаден е въз основа на древния александрийски календар, но както юлианския добавя 1 ден на всеки 4 години. Годината започва на 29 август или 30 август (по юлианския календар).
Както при александрийския и коптския календари етиопският календар има 12 месеца, всеки с по 30 дни и 5 или 6 допълнителни дни (обикновено наричани тринадесети месец), които са с амхарски имена. Шестият ден се добавя на всеки 4 години на 29 август (по юлианския календар), 6 мес. преди юлианския високосен ден. Така първият ден от етиопската нова година – 1 Маскарäм, е обикновено 29 август (по юлианския), но е 30 август (юлиански) 6 мес. преди юлианския високосен ден.